# Hemmelte
Hemmelte ist ein Ortsteil der Gemeinde Lastrup im Landkreis Cloppenburg, Niedersachsen. Die Bauerschaft liegt im äußersten Osten der Gemeinde, zu Fuß etwa anderthalb Stunden entfernt. Erstmals erwähnt wurde die Bauerschaft im 11. Jahrhundert als Himilithe, Himelte, wobei vermutet wird, dass die Endsilbe auf das Wort ithi für Heide zurückgeht.

## Lage
Hemmelte liegt im Oldenburger Münsterland an der Bundesstraße 68. Die Bahnstrecke Oldenburg–Osnabrück führt durch das Gewerbegebiet. Im Gegensatz zu den anderen Bauerschaften der Gemeinde Lastrup umfasst Hemmelte ein weites Gebiet, wovon größere Landflächen erst deutlich später kultiviert wurden als im übrigen Gemeindegebiet. Ebenfalls zu Hemmelte gehört der kleine Gemeindeteil Ludlage, welcher keine eigene Bauerschaft bildet.

## Bildung
Im Ort gibt es eine Vollständige Halbtags-Grundschule mit derzeit 102 Kindern in 5 Klassen. Außerdem werden etwa 40 Kinder im Kindergarten betreut, der unter kirchlicher Trägerschaft steht.

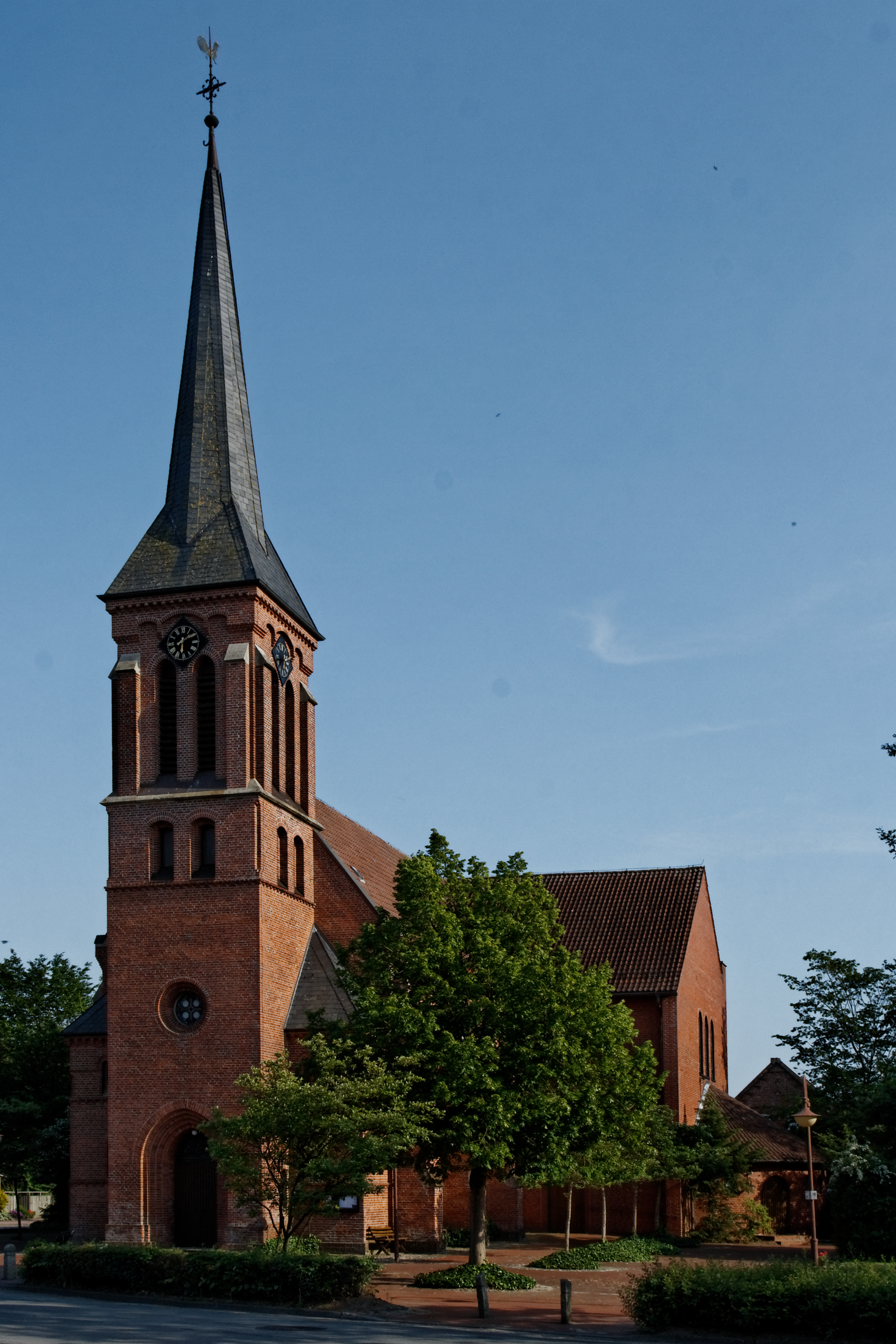
Kirche von Hemmelte

## Religion
Die Katholische Kirchengemeinde Herz-Jesu gehört zum Dekanat Löningen. Die Pfarrgemeinde Hemmelte ist 1952 aus der Lastruper Pfarrgemeinde hervorgegangen. Der neugotische Kirchenbau wurde in den Jahren 1894/1895 errichtet. Ein Erweiterungsbau folgte in den Jahren 1961/1962.

## Ölfeld
Unter Hemmelte liegt das Ölfeld Hemmelte-West. Es ist das größte seiner Art im Konzessionsgebiet der Oldenburgischen Erdöl GmbH und war 1951 das erste größere wirtschaftliche Vorkommen in der Erdölprovinz Weser/Ems. Monatlich werden 8000 bis 9000 Tonnen gefördert.

## Wirtschaft
Hemmelte ist Sitz von vier wichtigen Arbeitgebern im Landkreis Cloppenburg, die beiden Zimmereien Balgenort und Kalvelage, dem Autohändler Wübben und dem Mischfutter produzierenden Landhandel Diekgerdes. Der Betrieb des Mischfutterwerkes mit heute etwa 30 Arbeitsplätzen blickt auf eine über 100-jährige Geschichte zurück. In dem Betrieb wird neben Mischfutter, das vor Ort produziert wird, auch Handel mit Saatgut, Dünge- und Pflanzenschutzmitteln sowie Futterzusatzstoffen betrieben.

## Sport
Der SV Hemmelte, der in erster Linie im Bereich Fußball aktiv ist, ist der einzige im Ort ansässige Sportverein. Im Gegensatz zu anderen kleinen Fußballvereinen im Kreis legt der Verein viel Wert auf die Jugendarbeit. Neben fast allen Jugendmannschaften im Jungenbereich gibt es zunehmend Mädchenmannschaften. Die im Jahre 2012 ins Leben gerufene Damenmannschaft ist in der ersten Saison Staffel- und Kreispokalsieger geworden.

## Kultur
Jedes Jahr im Frühjahr werden in der Turn-/Veranstaltungshalle des Dorfes eine Reihe von Theaterstücken von Laienschauspielern aufgeführt. Im Sommer und im Herbst finden mit dem Sportfest des SV Hemmelte und der Kirmes zwei beliebte Veranstaltungen statt.